# Cyphostemma crotalarioides
Cyphostemma crotalarioides är en vinväxtart som först beskrevs av Jules Émile Planchon, och fick sitt nu gällande namn av Descoings och Wild & R. B. Drumm.. Cyphostemma crotalarioides ingår i släktet Cyphostemma och familjen vinväxter. Inga underarter finns listade i Catalogue of Life.